# École spéciale des travaux publics, du bâtiment et de l'industrie
École spéciale des travaux publics, du bâtiment et de l'industrie (del francés «Escuela especial de obras públicas, suelo e industria», y conocida por las siglas ESTP) es una escuela de ingeniería privada sin fines de lucro (grande école) especializada exclusivamente en la construcción. La formación presencial se lleva a cabo en el campus de 6 hectáreas de Cachan en los suburbios del sur de París desde 2011, y desde 2012 la formación de adultos en la Rue Charras en el noveno distrito de París. Desde 2017 también hay una sucursal en Troyes.
El ESTP fue fundado en 1891 por Léon Eyrolles y fue reconocido oficialmente por el estado en 1921.

## Maestro famoso
- André Sainte-Laguë, matemático francés

## Graduados famosos
- Moshé Feldenkrais, científico (físico y doctor en ciencias) israelí
- André Missenard, ingeniero francés
- Junzō Sakakura, arquitecto japonés
- Menachem Mendel Schneerson, el séptimo líder de la dinastía jasídica Jabad-Lubavitch
- Héctor Velarde Bergmann, arquitecto y escritor peruano